# ニコラエ・ティモフティ
ニコラエ・ティモフティ（モルドバ語: Nicolae Timofti、1948年12月22日 - ）は、モルドバの政治家、裁判官。2012年3月23日より2016年12月23日まで、モルドバの大統領を務めた。モルドバ最高裁判所長官であった同年3月16日に、国会から大統領に選出された。ニコライ・チモフチとも表記される。

## 経歴

### 生い立ち
モルダビア・ソビエト社会主義共和国チュトゥレシュティで、エレナ（1927年生まれ）とヴァシーレ・ティモフティの間に生まれる。4人の兄弟がいた。1949年の初めに、一家はフロレシュティに移住。その年の7月6日に父方の祖父トゥドール・ティモフティがソ連当局に粛清され、1953年にアムール州で死去した。
ニコライは弁護士のマルガレータ・ティモフティと結婚し、アレクセイ（1977年生、ワシントンD.C.の世界銀行に法律家として勤める）、ニク（1980年生、キシナウでスポーツ・ジャーナリストとして活動）、シュテファン（1989年生、キシナウで経済学を学ぶ）の三人の息子をもうけた。
モルドバ国立大学のロー・スクールを1972年に卒業後、裁判官となる1976年までの数年間をソビエト陸軍で過ごした。ミハイ・ギンプは「彼とは1990年代に改革を始めた時からの仲だ」と語っている。2005年に高等裁判所に異動し、2011年に最高裁判所長官に就任した。

### 大統領職
国会で選出された後、ティモフティは以前からのモルドバのヨーロッパ寄りの路線を踏襲するとし、この方針は「継承されねばならず」、国の将来は「なによりもヨーロッパの将来である」と述べた。ギンプ元大統領代行は、ティモフティを評して「モルドバ共和国に多くをもたらす、進取の気性に富んだ人」と呼んだ。